# Rolf Bertram
Rolf Bertram (* 23. April 1935; † 3. Januar 2022) war ein deutscher Fußballspieler. Er spielte sowohl im Mittelfeld als auch im Sturm. Nach seiner Fußballkarriere war er als Leichtathlet im Seniorensport sehr erfolgreich.

## Fußballkarriere
Bertram, der seit der Saison 1957/58 beim SV Wiesbaden in der damaligen Zweiten Liga Süd spielte, spielte danach zwei Spielzeiten, 1960/61 und 1961/62, beim KSV Hessen Kassel in der Zweiten Liga Süd und erzielte dabei in 34 Spielen 7 Tore. In der Saison 1961/62 gelang ihm mit dem KSV der Gewinn der Meisterschaft und damit der Aufstieg in die Oberliga Süd, die damals höchste Spielklasse im deutschen Fußball. Zum damaligen Team gehörten neben dem Kapitän Karl Hutfles unter anderem die beiden Torhüter Karl Loweg und Árpád Fazekas sowie die Feldspieler Klaus-Peter Jendrosch (22 Tore), Erich Hahn (20), Peter Velhorn (17), Jozsef Burjan (17), Walter Müller, Hans Alt, Hans Michel, Dieter Vollmer, Theo Berning und Lothar Kleim.
Danach wechselte er zum SSV Reutlingen in die Oberliga Süd. Dort erzielte er in deren letzten Saison vor der Einführung der Bundesliga, 1962/63, als Mannschaftskamerad von Karl Bögelein und Ulrich Biesinger, in 21 Spielen 3 Tore. Im folgenden Spieljahr, 1963/64, stand er für den SSV in der Regionalliga Süd nur noch zweimal auf dem Feld und blieb dabei ohne Torerfolg.
Er ging zurück nach Wiesbaden und schloss sich wieder dem SV Wiesbaden an, mit dem er bei der Deutschen Fußball-Amateurmeisterschaft 1965 im Endspiel am 27. Juni 1965 in Siegen den Hannover 96 Amateuren knapp mit 1:2 unterlag. Noch 1968/69 war er für den SV Wiesbaden aktiv.

## Seniorensport
Bertram lebte im Ruhestand in Wiesbaden und war leidenschaftlicher und in seinen Altersklassen auch international höchst erfolgreicher Leichtathlet beim TUS Eintracht Wiesbaden. Zuletzt wurde er im August 2015 in Lyon Weltmeister der Klasse M80 sowohl im 80-Meter- als auch im 200-Meter-Hürdenlauf, jeweils in Europarekordzeit.